# Moxostoma collapsum
Moxostoma collapsum är en fiskart som först beskrevs av Cope, 1870.  Moxostoma collapsum ingår i släktet Moxostoma och familjen Catostomidae. Inga underarter finns listade i Catalogue of Life.